# Anta de Portelagem/Mamoas de Rápido
L'anta de Portelagem et les mamoas de Rápido sont un groupe de dolmen situé dans la paroisse de Vila Chã sur le territoire de la municipalité de Esposende (District de Braga) au Portugal. 
,. 
Le mot anta est l'équivalent portugais d'« ante » (pilier terminal d'un temple grec ou romain), mais il est aussi employé pour désigner les pierres d'un dolmen ou le dolmen lui-même. Environ 5 000 structures mégalithiques de ce type ont été construites au Néolithique dans l'ouest de la péninsule Ibérique par les successeurs de la culture de la céramique cardiale ou Cardial.
Le mot mamoa (pt) est utilisé dans le nord-ouest de la péninsule ibérique pour désigner les tumulus funéraires caractéristiques du Néolithique.
L'ensemble a été classé Immeuble d'intérêt public (Catégorie IIP) en 1999 .

## Description
Ces monuments mégalithiques appartiennent à un groupe d'environ deux douzaines qui sont concentrés sur le plateau paroissial (Nécropole mégalithique du plateau de Vilachanês).
L'anta de Portelagem : il est relativement bien conservé et doté d'une dalle de recouvrement sur les orthostates de la chambre funéraire. Cet édifice subrectangulaire devait être constitué à l'origine de 14 ou 15 dalles. Il ne reste aujourd'hui que 12 dalles, dont certaines fragmentées, dont  qu'une grande dalle de toit. 
Les mamoas de Rápido : le complexe du Rápido est composé de trois monuments : deux tumulus et un dolmen. Seul le dolmen du Rápido III a été fouillé ; Les tumulus présentent des signes de pillage, car il y a des trous où il semble y avoir une chambre funéraire. Il a été étudié par une équipe de l'Université de Portucalense, dirigée par le Dr Eduardo Jorge Lopes da Silva. En plus des pointes de flèches, quelques fragments de poterie ont été collectés.  Le matériel recueilli lors des interventions se trouve au Musée Municipal d'Esposende. En plus des pointes de flèches et des fragments de céramique, des couteaux et des perles de colliers sont apparus. 
Le dolmen III de Rápido, en bon état de conservation, présente à l'intérieur une série de gravures et de peintures rupestres, représentatives de l'art funéraire mégalithique.  

### Fouilles archéologiques
L'anta da Portelagem date d'environ 3000 av. J.-C., et qui a fait l'objet d'une exploration archéologique à la fin du XIXe siècle par Martins Sarmento (pt). Les vestiges recueillis lors de cette fouille comprennent 5 pointes de flèches en quartz et silex et un vase avec une aile à crête et décoré de tétons sur la crête.
Elle a récemment fait l'objet d'une nouvelle intervention d'une équipe de l'Université Portucalense Infante D. Henrique, dirigée par le Dr Eduardo Jorge Lopes da Silva. Dans ce cas, en plus de plusieurs pointes de flèches, quelques fragments de poterie en forme de cloche ont également été collectés.
Le matériel collecté lors des interventions est déposé au 
Museu Municipal de Esposende (pt). Outre des pointes de flèches et des fragments de céramique , des couteaux et des perles de collier ont également été trouvés, parmi des meules et d'autres matériaux en granit et en pierre de schiste.

## Galerie

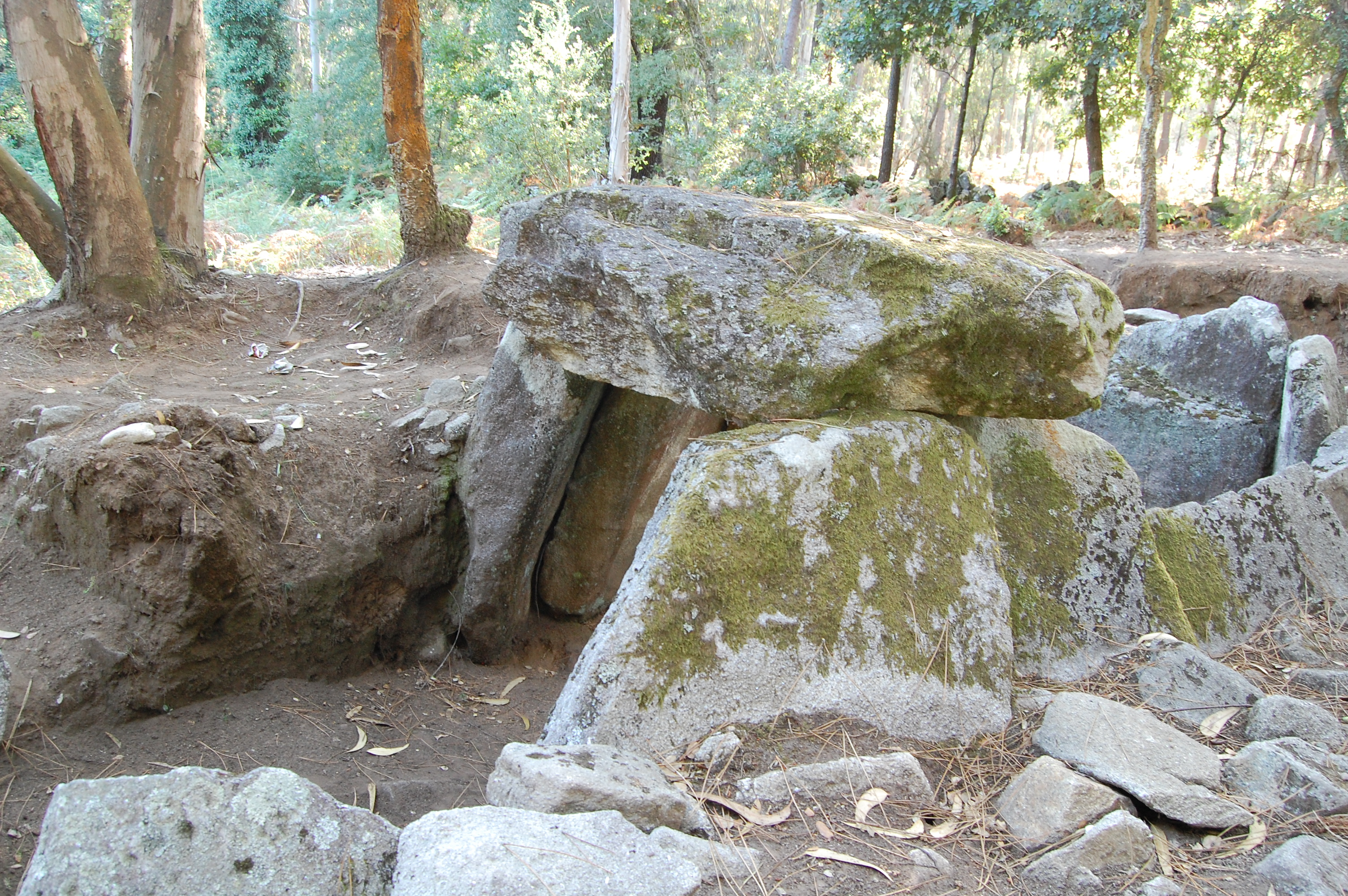
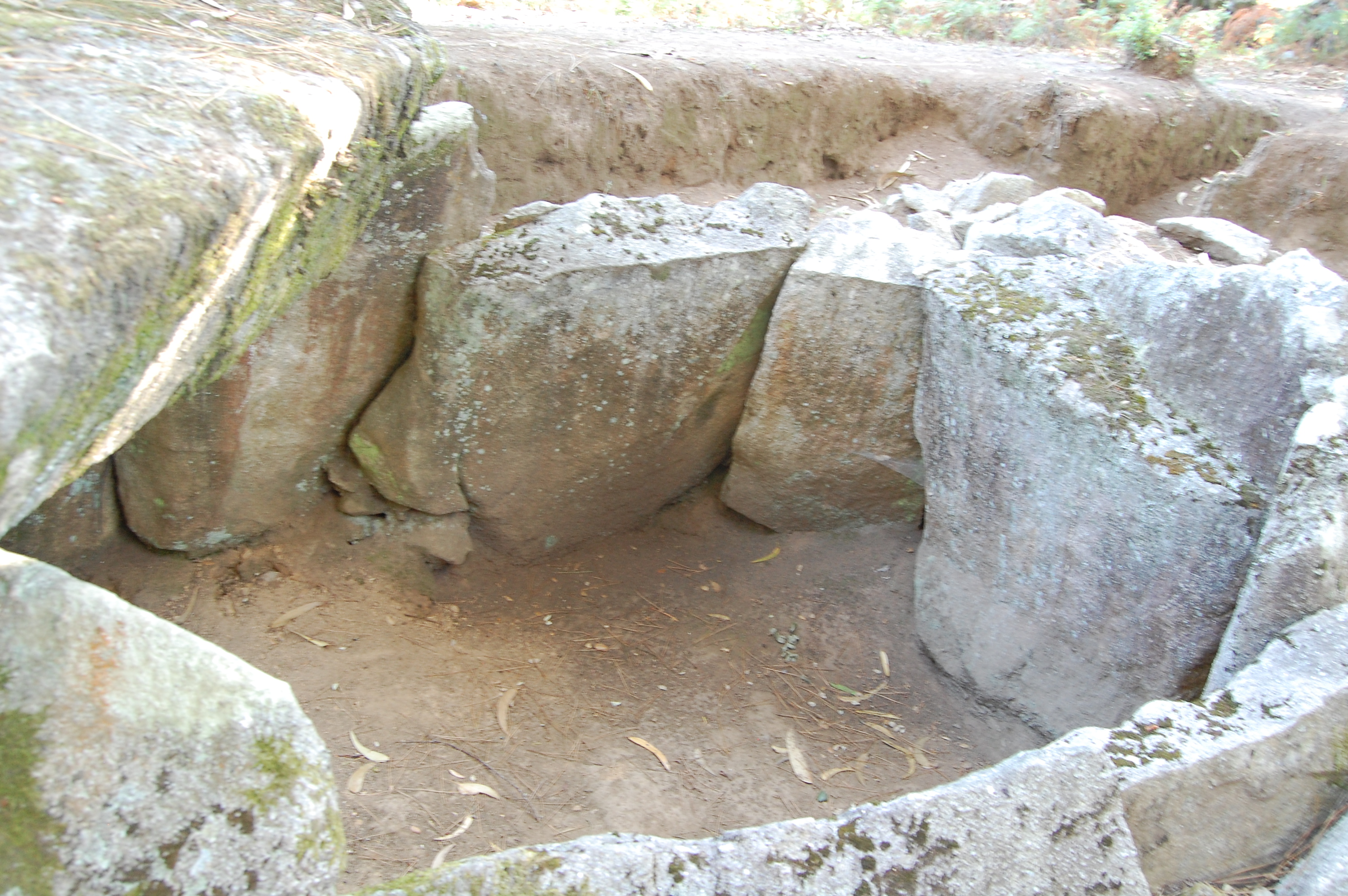